# 第13裝甲師 (德國國防軍)
第13裝甲師（德語：13. Panzer-Division）是納粹德國國防軍陸軍的一個裝甲師。該師於1940年10月組建。
該師前身為第13步兵師（德語：13. Infanterie-Division），於1934年10月組建，1937年予以摩托化，改編為第13摩托化步兵師（德語：13. Infanterie-Division (mot.)），並在第二次世界大戰期間參與入侵波蘭、入侵法國等行動。
1940年10月，該師改編為裝甲師。1941年6月，該師參與巴巴羅薩行動。該師一直在東線作戰，直至1945年1月布達佩斯圍城戰期間被殲、指挥官格哈德·施密德胡贝尔少将战死。該師最後被改編為統帥堂第2裝甲師，第13裝甲師番號直到1945年德國投降再也沒有重新使用。

## 历史
第13师司令部成立于1934年10月担任，驻扎在马格德堡，之后更名为第13步兵师。1935年10月15日，更名为第13步兵师（摩托化师）。
第13摩托化步兵师参加了入侵波兰和法国的战役，1940年，它穿过比利时向加莱推进，最后到达里昂。
第13装甲师于1940年10月在维也纳组建，由第13摩托化步兵师组成，并立即被派往罗马尼亚，但并未参加巴尔干战役。它作为第1装甲集群（隶属南方集团军群）的一部分参加了巴巴罗萨行动，并为成功包围基辅的苏联军队做出了贡献。1941年底，它驻扎在罗斯托夫；但因苏军猛烈反击而被迫撤退。
1942年和1943年，该师隶属于第1装甲集团军（隶属A集团军群）；它参与了斯大林格勒战役后高加索油田和库班半岛的战斗。1943年秋，撤至乌克兰西部，在第聂伯河附近进行防御战。
苏联军队的进攻将德军逼到了1941年6月的出发位置。第13装甲师此时隶属于南乌克兰集团军群，该集团军奉命阻止苏联占领罗马尼亚油田。该师于7月进行了重组，并接收了现代化装备，包括黑豹G型坦克和四號驅逐戰車。然而1944年8月的红军的第二次雅西-奇西瑙攻勢摧垮了该师，该师的大部分成员战死或被俘。
第13裝甲師随后撤往喀尔巴阡山以西，在德布勒森战役中，该师参与歼灭了苏军的三个军；然而它于1944年底被包围在布达佩斯，友军的维京师参与救援却被苏军阻滞于布达佩斯城外。1945年1月，第13裝甲師在布达城中被全歼，少将师长格哈德·施密德胡贝尔战死。
1945年春，该师改編為統帥堂第2裝甲師，于1945年5月在奥地利向盟军投降，第13裝甲師番號再未被使用。

## 註腳
1. ↑  Mitcham（2000年）
2. ↑  . Elle est renommée  le
3. 1 2  Mitcham (2000), p. 112.
4. 1 2  Mitcham (2000), p. 114.